# Lynx (lanzacohetes múltiple)
Lynx es un lanzacohetes múltiple desarrollado y fabricado por Israel Military Industries (IMI, ahora integrado en Elbit Systems) y utilizado por las Fuerzas de Defensa de Israel y otros países.
Se puede configurar para transportar una variedad de cohetes en dos contenedores sellados: 40 (2 cápsulas x 20 cohetes cada una) cohetes Grad de 122 mm; o 26 (2x13) cohetes LAR-160 o ACCULAR de 160 mm; u ocho (2x4) cohetes EXTRA de 306 mm; dos (2x1) misiles Delilah de 330 mm o cuatro (2x2) misiles balísticos tácticos Predator Hawk de 370 mm.
Después de la adquisición de Israel Military Industries por parte de Elbit Systems en 2018, se desarrolló una versión mejorada y modernizada del Lynx, llamada PULS (Precise & Universal Launching System, Sistema de lanzamiento preciso y universal en español). El Instituto de Tecnología de Defensa (DTI) de Tailandia se está asociando con Elbit Systems para desarrollar una versión tailandesa del PULS llamada D-11A.
En enero de 2023, Dinamarca anunció que está negociando la adquisición de 8 sistemas PULS para el Ejército Real de Dinamarca.
En marzo de 2023, el Ministerio de Defensa holandés anunció que adquiriría 20 sistemas PULS para el Real Ejército de los Países Bajos y los primeros sistemas se entregarían ese mismo año. El contrato por valor de 305 millones de dólares se firmó el 18 de mayo.
El Consejo de Ministros español aprobó un contrato de 576.449.112,22 euros para la adquisición del sistema PULS para el programa SILAM. Escribano, Expal y Elbit se asociaron para fabricar el sistema en España.

## Opciones de misiles para el PULS[9][10]
| Cohete/Misil  | Diámetro       | Peso          | Cantidad                           | Guía             | Máx. Alcance  | Exactitud | Cabeza armada |
| ------------- | -------------- | ------------- | ---------------------------------- | ---------------- | ------------- | --------- | ------------- |
| GRAD          | 122 milímetros | 66 kilogramos | 18 piezas/vaina 32 piezas/vehículo | ninguno          | 40 kilómetros | n.a.      | 20 kilogramos |
| LAR160        | 160 mm         | 110 kg        | 13 piezas/vaina 26 piezas/vehículo | ninguno          | 45 km         | n.a.      | 46 kg         |
| Accular 122   | 122 mm         | 72 kg         | 18 piezas/vaina 32 piezas/vehículo | GPS/INS          | 35 km         | 10 m CEP  | 20 kg         |
| Accular 160   | 160 mm         | n.a.          | 13 piezas/vaina 26 piezas/vehículo | GPS/INS          | 40 km         | 10 m CEP  | 35 kg         |
| EXTRA         | 306 mm         | 570 kg        | 4 piezas/vaina 8 piezas/vehículo   | GPS/INS          | 150 km        | 10 m CEP  | 120 kg        |
| Delilah       | 330 mm         | 187 kg        | 2 piezas/vaina 4 piezas/vehículo   | CCD/IR y GPS/INS | 250 km        | 1 m CEP   | 30 kg         |
| Predator Hawk | 370 mm         | 800 kg        | 2 piezas/vaina 4 piezas/vehículo   | GPS/INS          | 300 km        | 10 m CEP  | 160 kg        |

## Operadores
Israel

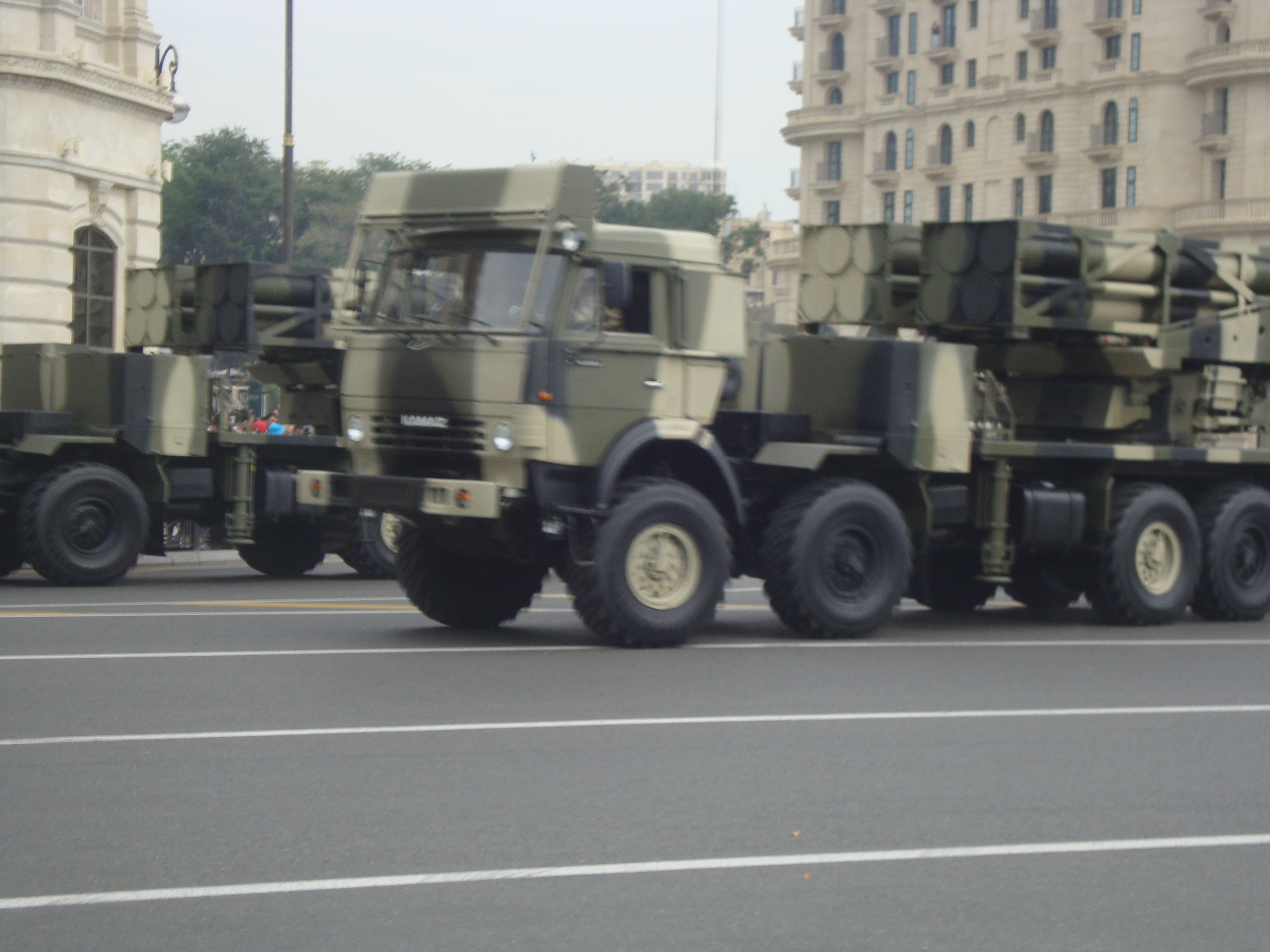
Lanzador Lynx de las Fuerzas Terrestres de Azerbaiyán con cápsulas de cohetes EXTRA

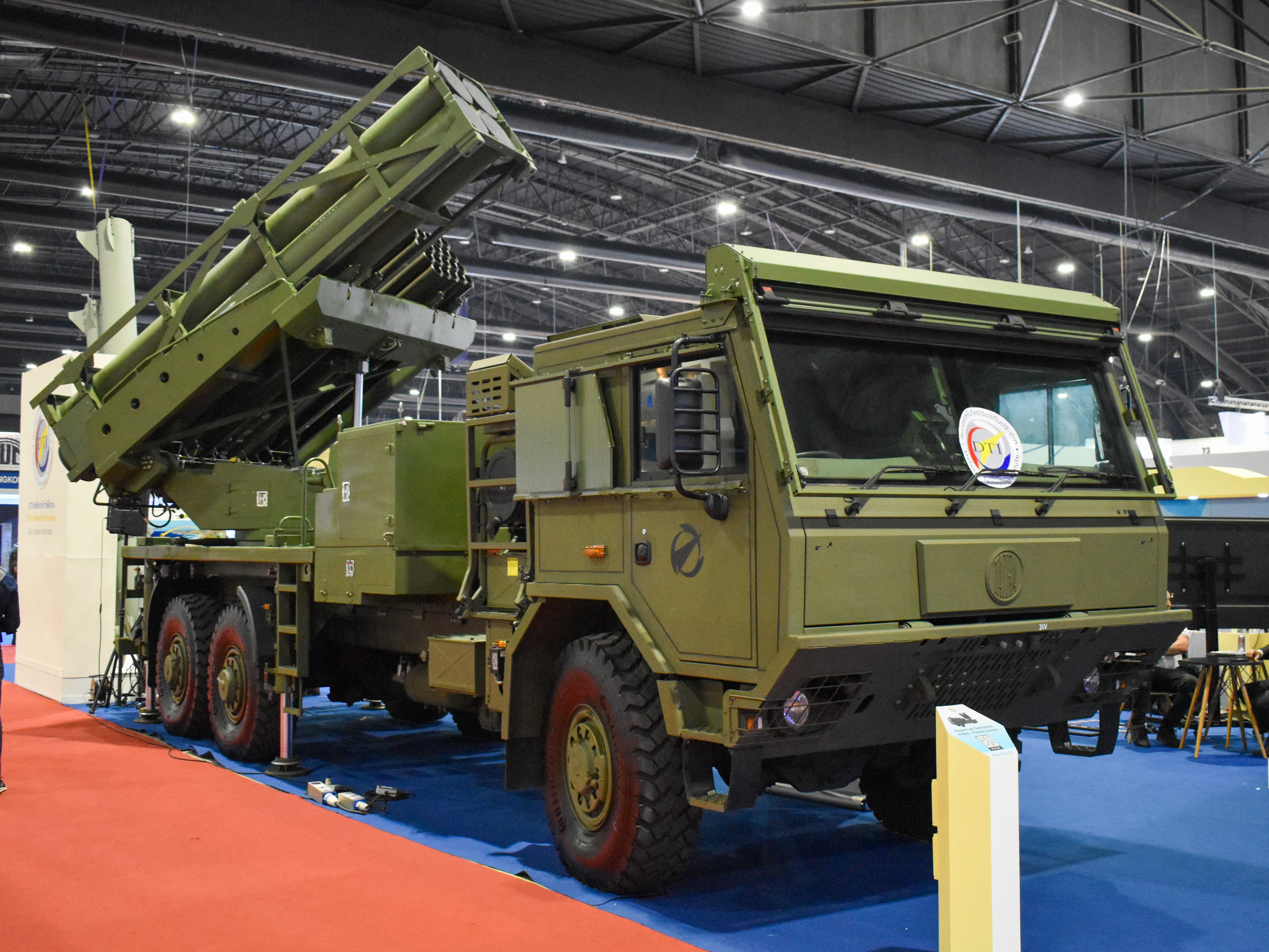
D-11A MLRS del Ejército Real Tailandés sobre un chasis Tatra 815-7

- Fuerzas terrestres de Israel - Bajo el nombre de Lahav.

 Azerbaiyán
- Ejército de la República de Azerbaiyán: se adquirieron 6 Lynx MRLS y 50 cohetes EXTRA y luego se utilizaron en la segunda guerra del Alto Karabaj en 2020.[11]

 Dinamarca
- Ejército Real de Dinamarca: 2 PULS MLRS (8 en total bajo pedido, contrato firmado el 2 de marzo de 2023).[12]

 Kazajistán
- Fuerzas terrestres de Kazajistán: 18 Lynx pedidos en 2008 y entregados en 2008-09.[13]

 Ruanda
- Fuerzas Ruandesas de Defensa: 5 Lynx encargados en 2007, en servicio desde 2008.[13]

### Operadores futuros
Países Bajos
- Real Ejército de los Países Bajos: pedido de 20 PULS MLRS sobre chasis Scania Gryphus con cabinas blindadas. El 18 de mayo de 2023 se firmó un contrato por valor de 305 millones de dólares y se entregarán 4 vehículos en 2023.[14]

 España
- El Consejo de Ministros aprobó un contrato de 576.449.112,22 euros para la adquisición del sistema PULS para el programa SILAM.[8] Escribano, Expal y Elbit se asociaron para fabricar el sistema en España.

### Operadores potenciales
Alemania
- Ejército alemán : Elbit y KMW anunciaron un desarrollo conjunto de EURO-PULS.[15]

 Tailandia
- Real Ejército Tailandés: la RTA está probando una versión localizada del PULS.[16]